# Phrygisch-Chalkidischer Flügelhelm
Ein Phrygisch-Chalkidischer Flügelhelm, auch Greifenkammhelm, ist eine Schutzwaffe und eine Zeremonialwaffe aus Griechenland.

## Beschreibung
Ein Phrygisch-Chalkidischer Flügelhelm besteht in der Regel aus Bronze und ist eine Mischform des phrygischen Helms und des Chalkidischen Helmes. Die Helmform der Kalotte gleicht der phrygischen Mütze, die Dekorationen auf der Stirn und der Nackenregion, sowie die Wangenklappen wurden vom chalkidischen Helm übernommen. Der Helm ist aus einer dicken Platte aus Bronzeblech gearbeitet. Die Helmglocke ist fast halbkugelförmig gearbeitet und mit Ausschnitten für die Ohren und einem Nackenschild versehen. Die Helmzier (Zimier) ist separat gearbeitet und anschließend auf den Helm aufgesetzt. Die Helmfügel bestehen aus Bronzeblech und sind an den Helmseiten angenietet. Die Wangenklappen sind mit Scharnieren mit der Helmglocke verbunden. Die linien- und spiralförmigen Zierleisten bestehen ebenfalls aus Bronze und sind auf die Helmglocke aufgelötet. An der Stirnseite ist eine zweifache Zierlinie angebracht, dazwischen eine Plakette mit der Abbildung einer Gorgone, deren Flügel die seitliche Helmzier bilden. Auf den Wangenklappen sind figürliche Darstellungen zu sehen, auf der linken eine stehende, geflügelte Nike, auf der rechten eine Artemis, die eine knielange Peplos trägt. Es gibt mehrere, verschiedene Versionen, die sich in Gestaltung und Dekoration unterscheiden. Der Helm wurde von Soldaten aus Griechenland getragen.